# Генетично разстояние
Генетично разстояние е мярка за степента на генетична дивергенция между популации от различни или еднакви видове. Т.е. тя показва колко „различни“ са те помежду си в генетично отношение.
Изчислява се като отношението на броя различаващи се алели между двете популации (или цели видове), към общия им брой изразено в проценти. С помощта на генетичното разстояние може количествено да се определи колко са близки отделните видове което способства за създаването на кладограми, показващи родословното дърво на всички живи същества.
Например, фактът че генетичното разстояние между шимпанзетата и хората е само 1,6% (те са приблизително 98,4% идентични), предполага, че човешките същества и шимпанзетата последно са имали общ прародител преди около 5 милиона години, и че шимпанзетата и хората са по-близки роднини, отколкото който и да е от двата вида сравнен с горилите и орангутаните (които са се отделили от общия ни прародител съответно преди около 9 милиона и 12 милиона години).